# John Reid, baron Reid af Cardowan
John Reid, baron Reid af Cardowan (født 8. maj 1947 i Bellshill i North Lanarkshire ved Glasgow, Skotland) er en britisk politiker fra Labour. Han var forsvarsminister i 2005–2006 og indenrigsminister i 2006–2007. 

## Medlem af Underhuset
John Reid var medlem af Underhuset fra 1987 til 2010. 
Indtil 1997 repræsenterede han Motherwell Nord i North Lanarkshire. Efter en omlægning af kredsene i 1997 blev han valgt i Hamilton og Bellshill. Efter endnu en omlægning i 2005 kom han til at repræsentere Airdrie og Shotts.

## Medlem af Overhuset
I 2010 blev John Reid adlet, og han indtrådte i Overhuset som lord Reid af Cardowan.

## Fagminister
Tony Blair blev premierminister i 1997. I de følgende år havde John Reid en række poster i regeringen.
Reid var viceminister for de væbnede styrker i 1997–1998, Han var transportminister i 1998–1999, minister for Skotland i 1999–2001 og minister for Nordirland i 2001–2002.

## Koordinerende rolle
John Reid var minister uden portefølje og næstformand for partiet (Labour Party Chair) i 2002–2003.
Han var flertalsleder i Underhuset og formand for det kongelige råd i april – juni 2003

## Sundheds-, forsvars- og indenrigsminister
John Reid var sundhedsminister i 2003–2005, forsvarsminister i 2005–2006 og indenrigsminister i 2006–2007.